# Schizoglossum amatolicum
Schizoglossum amatolicum är en oleanderväxtart som beskrevs av O.M. Hilliard. Schizoglossum amatolicum ingår i släktet Schizoglossum och familjen oleanderväxter. Inga underarter finns listade i Catalogue of Life.